# Feiertage in Liberia
Liberia versteht sich als christliches Land, staatliche Feiertage entsprechen dem Vorbild der Vereinigten Staaten von Amerika.
Es werden neben den Nationalen Feiertagen auch die religiösen Feste des Islam und des Christentums gefeiert. Neben diesen Feiertagen werden religiöse, traditionelle und kulturelle Feste zu bestimmten Zeiten im Jahr gefeiert.

## Feiertage
| Datum                     | Name                              | Deutscher Name                                     | Anmerkungen                                                                       |
| ------------------------- | --------------------------------- | -------------------------------------------------- | --------------------------------------------------------------------------------- |
| feste Feiertage           |                                   |                                                    |                                                                                   |
| 1. Januar                 | New Year’s day                    | Neujahrstag                                        |                                                                                   |
| 7. Januar                 | Pioneer’s day                     | Tag der Pioniere                                   | (7. Januar 1820) Ankunft der ersten Übersiedler der American Colonization Society |
| 11. Februar               | Armed Force Day                   | Tag der Streitkräfte                               |                                                                                   |
| 2. Donnerstag im März     | Decoration Day                    | Tag des Totengedenkens/Grabschmückens              | Dem Totensonntag entsprechender Gedenktag                                         |
| 15. März                  | Präsident J. J. Roberts’ Birthday | Gedenktag für den Präsidenten J. J. Roberts        | (15. März 1809) Geburtstag                                                        |
| 12. April                 | National Redemption Day           | Nationaler Mahn- und Gedenktag                     | (12. April 1980) Militärputsch                                                    |
| 14. Mai                   | Unification Day                   | Tag der Vereinigung                                |                                                                                   |
| 25. Mai                   | Africa day                        | Afrika-Tag                                         | Festtag für die afrikanischen Völker                                              |
| 26. Juli                  | Independence Day                  | Unabhängigkeitstag                                 | Nationalfeiertag                                                                  |
| 24. August                | Flag day                          | Tag der liberianischen Fahne                       |                                                                                   |
| 1. Donnerstag im November | Thanksgiving                      | Thanksgiving                                       | dem US-amerikanischen Vorbild entsprechend                                        |
| 29. November              | Präsident Tubman’s Birthday       | Gedenktag für den Präsidenten William Tubman       | (29. November 1895) Geburtstag                                                    |
| 25. Dezember              | Christmas Day                     | Weihnachtsfeiertag                                 | christlicher Feiertag                                                             |
| bewegliche Feiertage      |                                   |                                                    |                                                                                   |
| 22. Oktober 2006          | Koriteh                           | Ende des Ramadan (’Īd al-fitr)                     | muslimischer Feiertag                                                             |
| 1. Januar 2007            | Eid al-Adha                       | Opferfest                                          | muslimischer Feiertag                                                             |
| 31. März 2007             | Prophet’s Birthday                | Geburtstag des Propheten Muhammad (Mawlid an-Nabi) | muslimischer Feiertag                                                             |
| 6. April 2007             | Good Friday                       | Karfreitag                                         | christlicher Feiertag                                                             |
| 9. April 2007             | Easter Monday                     | Ostermontag                                        | christlicher Feiertag                                                             |
| 13. Oktober 2007          | Koriteh                           | Ende des Ramadan (’Īd al-fitr)                     | muslimischer Feiertag                                                             |
| 20. Dezember 2007         | Eid al-Adha/Eid-e Ghorban         | Islamisches Opferfest/Berg-Arafat-Tag              | muslimischer Feiertag                                                             |

Als inoffizieller Feiertag wird seit 1823 der 1. Dezember in Monrovia als „Mathilda Newport Day“ begangen.